# Michele Barbaro
Michele Barbaro (Reggio Calabria, 23 maggio 1894 – Reggio Calabria, 3 febbraio 1965) è stato un politico italiano.

## Biografia
Di famiglia borghese compie i suoi studi grazie a borse di studio conseguite per i suoi brillanti risultati. Convinto interventista, prese parte alla prima guerra mondiale come tenente di complemento di fanteria, dove ottenne una medaglia di bronzo al valor militare. Rimase gravemente ferito. Il medico militare non lo sottopose ad amputazione della gamba per via della giovanissima età. Animatore della associazione Mutilati ed Invalidi di Guerra,aderì al movimento dei Fasci italiani di combattimento, del quale è stato uno dei primi animatori del Fascio di Reggio Calabria.
Convinto cattolico praticante ed osservante, ha sempre intrattenuto rapporti di solida devozione e sincera amicizia con tutti gli arcivescovi di Reggio. Nel dopoguerra la Chiesa reggina voleva convincerlo ad aderire alla Democrazia Cristiana. 

### Nel fascismo
Fu eletto deputato alla Camera nel 1924 nel Listone fascista. Nel corso del ventennio mussoliniano alterna la professione di avvocato alla libera docenza di statistica presso l'Università degli Studi di Messina ed entra nel Consiglio nazionale delle corporazioni, come membro della corporazione della orto-floro-frutticoltura. Tale incarico, dopo due legislature da deputato (1929 e 1934), gli vale nel 1939 la nomina a membro della Camera dei fasci e delle corporazioni. Da mutilato di guerra per effetto della grave ferita della prima guerra mondiale, chiede di passare al Corpo degli Alpini che aveva tanto ammirato durante la prima guerra mondiale. Riveste da mutilato il grado di Tenente colonnello degli alpini nella seconda guerra mondiale, e Benito Mussolini lo nomina podestà di Reggio Calabria nel giugno 1943. La mattina del 3 settembre 1943, mentre quasi tutte le restanti autorità hanno abbandonato la città, rimane con coraggio al suo posto di podestà e in uniforme da alpino riceve nel suo ufficio il generale Montgomery, consentendo il pacifico trapasso dei poteri nelle mani di Antonio Priolo, socialista a membro del primo movimento clandestino antifascista..

### Nel dopoguerra
Aderisce fin dalla a costituzione al Movimento Sociale Italiano, per il quale nel 1953 è eletto in Calabria sia alla Camera che al Senato, scegliendo quest'ultimo.
Torna senatore per altre due legislature, nel 1958 e nel 1963. Nell'ultima legislatura fu capogruppo del suo partito. Muore il 3 febbraio 1965 e al Senato sostituito dall'avvocato Michele Basile.